# Aretas III
Aretas III – król nabatejski w latach 84–60 p.n.e.. Wstąpił na tron po śmierci swego ojca, Obodasa I. W czasie swego panowania poszerzył granice królestwa, które zajmowało północne obszary dzisiejszej Jordanii, południowe Syrii oraz część Arabii Saudyjskiej. Prawdopodobnie największym z podobojów Aretasa III było zdobycie Damaszku, co zapewniło jego królestwu status potęgi politycznej. Pod jego rządami Nabatenia zajmowała największy obszar w historii.

## Zdobycie Damaszku
Damaszek leżał na najważniejszym szlaku handlowym wiodącym z wybrzeży Morza Śródziemnego do Indii i na Bliski Wschód. Przejmując w 85 r. p.n.e. miasto spod władzy upadającej monarchii Seleucydów, Aretas III zmienił zacofane, koczownicze plemię Nabajetyczków w jedną z mniejszych potęg Eurazji. By zatuszować swe nomadyczne pochodzenie, Aretas przybrał tytuł Aretas III Filhellen. Rozkazał bić w mennicach Damaszku pierwsze nabatejskie monety. Wykonane były one ze srebra, w greckim stylu (imię władcy wybite było na nich w grece).
By jeszcze wzmocnić pozycję nowej kultury wśród Nabatejczyków, Aretas III sprowadził architektoniczne wzorce greckie i rzymskie (na przykład akwedukty) do swej stolicy, Petry oraz do nowych osad, takich jak Humayma. Nabatejskie rządy w Damaszku zostały przerwane w 72 r. p.n.e. kiedy to miasto zostało zdobyte przez armeńskiego króla – Tigranesa II Wielkiego. Armeńczycy rządzili nim do roku 69 p.n.e., wówczas armia Tigranesa wróciła do Armenii, by odeprzeć atak Rzymian na armeńską stolicę. Dzięki temu Aretas odbił miasto.

## Jan Hirkan i tron Judei
W 67 r. p.n.e. Jan Hirkan II wstąpił na tron Judei. Ledwie trzy miesiące później jego młodszy brat, Arystobul II, wzniecił powstanie, z powodzeniem obalając Hirkana i ogłaszając się królem Judei oraz jej arcykapłanem. Władza Hirkana została ograniczona do Jerozolimy, jednakże uciekł z niej, w obawie o własne życie. Udał się do Petry, gdzie sprzymierzył się z Aretasem, który zgodził się wesprzeć Hirkana, po otrzymaniu obietnicy, że dostanie w zamian arabskie miasta, zagarnięte wcześniej przez Machabeuszy.
Aretas wyruszył do Jerozolimy na czele 50,000 ludzi i oblegał miasto przez kilka miesięcy. Ostatecznie Arystobul przekupił Marka Emiliusza Skaurusa, wysłannika cesarskiego generała, Pompejusza. Skaurus rozkazał Aretasowi, by ten zawrócił swą armię, która później doznała dotkliwej klęski z rąk Arystobula, gdy wracała ku Nabateii.
Pomimo uległej postawy Aretasa, w 62 r. p.n.e. Skaurus pomaszerował na czele armii na Petrę. Jednakże trudny teren, słabe zaopatrzenie i śmierć władcy Pontu, Mitrydatesa VI Eupatora, sprawiły, że Skaurus wysłał Hirkana (teraz arcykapłana i etnarchę Judei, lecz nie króla) na dwór Aretasa, w celu zawarcia pokoju. Oblężenie Petry zostało przerwane, w zamian za kilkaset talentów w srebrze (dla Skaurusa) oraz uznanie przez Aretasa rzymskiej supremacji nad Nabateą. Aretas miał zatrzymać wszystkie nabatejskie ziemie oraz całe mienie, stając się wasalem Imperium Rzymskiego.